# 枢密院書記官長 (カナダ)
枢密書記官長 (すうみついんしょきかんちょう、英語:Clerk of the Privy Council、仏語:Greffier du Conseil privé)は、カナダ政府の上級官僚である。正式な呼称と地位は「枢密院書記官長および内閣書記官(Clerk of the Privy Council and the Secretary to the Cabinet)」である。書記官長は、首相の助言のもと、カナダにおける国王の代理である総督によって任命される。
枢密院書記官長は首相に対する次官として首相に公平な助言を与えるとともに、枢密院事務局を担当する。内閣書記官としては、枢密院書記官長は大臣に公平な助言を与え、内閣や委員会に与えられた助言や支援を監督する。官僚の首席として書記官長は、他の次官たちを監督し、政府全体に対して党派に偏らない立場から専門的な助言を与える責任をもっている。

## 枢密院書記官長の一覧

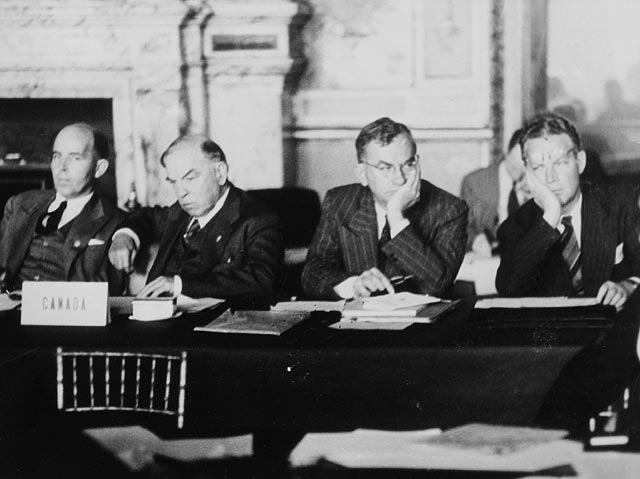
両端に書記官長経験者が写っている。
（左から）ノーマン・ロバートソン駐英高等弁務官、マッケンジー・キング首相、ブルック・クラックストン国防相、アーノルド・ヒーニー枢密院書記官長
（パリ講和会議、1946年）

1. William Henry Lee (1867–1872)
2. William Alfred Himsworth (1872–1880)
3. Joseph Olivier Côté (1880–1882)
4. John Joseph McGee (1882–1907)
5. Rodolphe Boudreau (1907–1923)
6. アーネスト・ジョセフ・ルメール (1923–1940)
7. アーノルド・ヒーニー (1940–1949)
8. ノーマン・ロバートソン (1949–1952)
9. ジャック・ピッカースギル(1952–1953)
10. ロバート・ブライス (1954–1963)
11. Robert Gordon Robertson (1963–1975)
12. Peter Michael Pitfield (1975–1979, 1980–1982)
13. Marcel Massé (1979–1980)
14. Gordon Osbaldeston (1982–1985)
15. Paul M. Tellier (1985–1992)
16. Glen Shortliffe (1992–1994)
17. Jocelyne Bourgon (1994–1999)
18. Mel Cappe (1999–2002)
19. Alexander Himelfarb (2002–2006)
20. Kevin G. Lynch (2006–2009)
21. Wayne Wouters (2009- 現在)